# 화재운

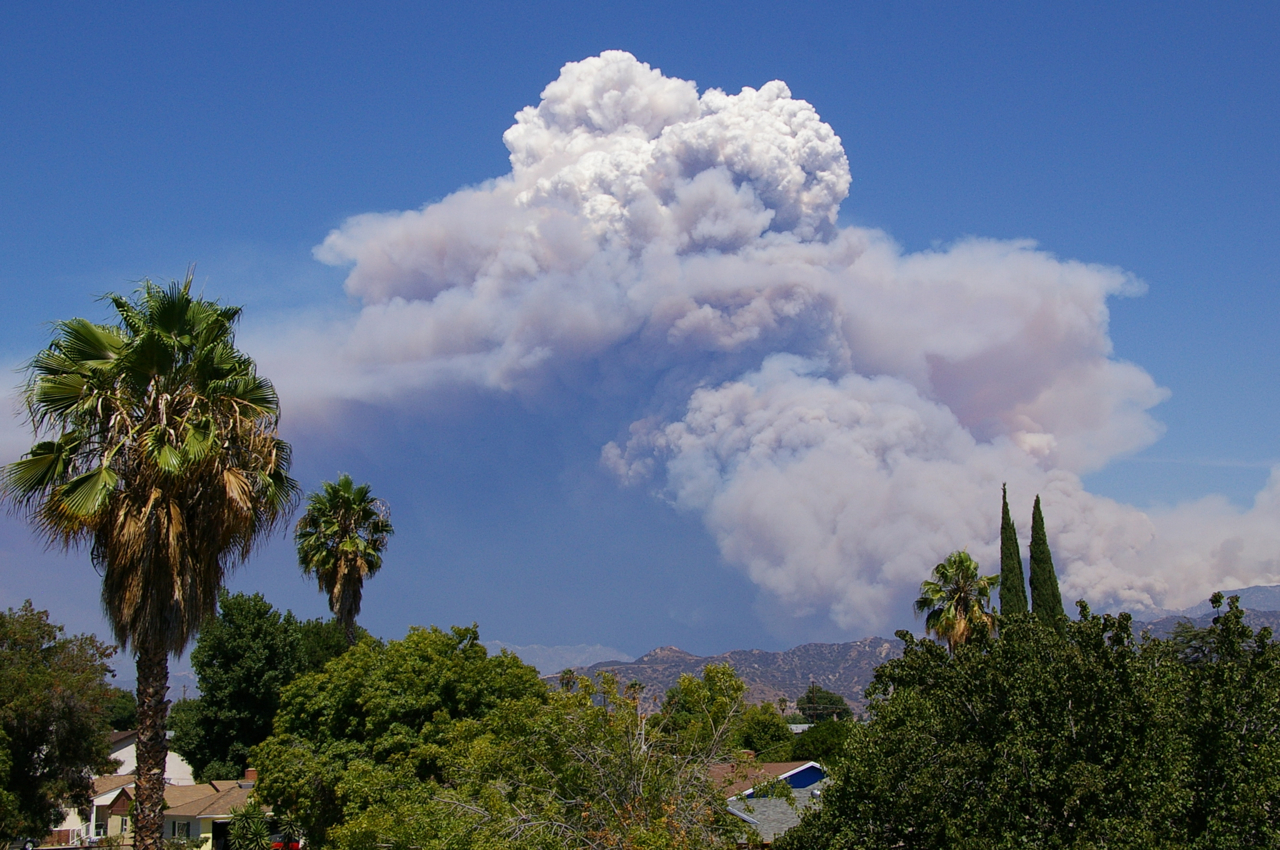
2009년 8월 캘리포니아주 화재로 발생한 화재운

화재운(火災雲)은 화재나 화산 활동 등에 의해서 생기는 적운의 일종이다.
보통 연기나 먼지에 의해 회색이나 갈색을 띈다. 이 입자가 구름의 핵이 되어서 구름이 확장되는 경향이 있다.
화산 폭발에 의한 적운의 경우 번개를 동반하는 경우가 있는데, 이 메커니즘에 대해서는 정확히 밝혀지지 않았다.